# 오그라 신 페인
오그라 신 페인(아일랜드어: Ógra Shinn Féin→젊은 신 페인)은 아일랜드의 정당 신 페인의 청년부문조직이다. 아일랜드섬 전체에서 회원을 조직한다.
1997년 처음 설립되었을 당시 이름은 신페인 청년단(영어: Sinn Féin Youth)이었고, 1998년 아일랜드어로 "오그라 신 페인"으로 개칭했다. 2012년에서 2018년까지는 신 페인 공화청년단(아일랜드어: Sinn Féin Óige Phoblachtach)을 칭했다가 다시 환원되었다. 신 페인 소속 의원 다수가 오그라 신 페인 회원이기도 하다.

## 같이 보기
- 신 페인